# Фридрих Вьолер
Фридрих Вьолер (на немски: Friedrich Wöhler) е германски химик.

## Биография
Роден е на 31 юли 1800 г. в Ешерсхайм, близо до Франкфурт. Завършва Гьотингенския университет. Ученик е на Йонс Якоб Берцелиус. През 1824 година синтезира първото органично съединение, идентифицирано през 1828 с карбамида, с което опровергава витализма. Разработва получаването на ацетилен от калциев карбид.
Умира на 23 септември 1882 година в Гьотинген.